# Таунсенд, Тэмми
Тэмми Таунсенд (англ. Tammy Townsend, род. 17 августа 1970) — американская телевизионная актриса и певица.
Она родилась в Лос-Анджелесе, штат Калифорния, в семье судьи и дизайнера интерьера. Получила первую известность благодаря второстепенной роли в ситкоме «Другой мир» (1991-98). На регулярной основе, Таунсенд в 1994-96 годах снималась в дневной мыльной опере «Дни нашей жизни».
Таунсенд появилась в нескольких десятках телевизионных шоу, включая регулярные роли в ситкомах Grown Ups (ABC, 1999—2000), Rock Me Baby (UPN, 2003-04), Sherri (Lifetime, 2009) и «Кей Си. Под прикрытием» (Disney Channel, с 2015). У неё были второстепенные роли в «Крутой Уокер: Правосудие по-техасски», «Как сказал Джим», «Линкольн-хайтс», «Их перепутали в роддоме» и «Список клиентов», а также гостевые в «Практика», «Друзья», «Квантовый скачок», «Говорящая с призраками», «Морская полиция: Лос-Анджелес» и «C.S.I.: Место преступления». В 2023 году получила главную роль в сериале «Обычный Джо». Вне телевидения у неё были роли в фильмах «Вредитель» (1997), «100 проблем и девушка» (2000) и «Блудная дочь» (2010).